# 夔门街道
夔门街道，是中华人民共和国重庆市奉节县下辖的一个乡镇级行政单位。

## 行政区划
2014年5月，设立夔门街道，面积约46平方公里，辖原白帝镇的瞿塘峡、袁梁2个社区和黑岩、桥湾、兴家、长岭、百梯5个村，原永安镇的宝塔坪、金盆2个社区。
夔门街道下辖以下地区：
宝塔坪社区、瞿塘峡社区、袁梁社区、金盆社区、桥湾村、黑岩村、兴家村、长岭村和百梯村。